# DHC Drienerlo
DHC Drienerlo is een Nederlandse hockeyclub uit Enschede.
De club werd opgericht op 22 september 1964 en speelt op het Sportcentrum UT van de Universiteit Twente waar onder meer ook een tennis- en voetbalvereniging (VV Drienerlo) zijn gevestigd. Het eerste heren- en damesteam komen in het seizoen 2015/16 beide uit in de Derde klasse van de KNHB. Het clubhuis van deze hockeyclub is een authentieke Boortoren en werd in 2016 verkozen tot het meest bijzondere clubhuis van Nederland door hockey.nl.